# Luís Oyama
Luís Felipe Oyama (São José do Rio Preto, 30 gennaio 1997) è un calciatore brasiliano, attaccante del Grêmio Novorizontino in prestito dal Botafogo.

## Carriera
Cresciuto nel settore giovanile del Mirassol, ha esordito in prima squadra il 31 marzo 2016 disputando l'incontro del Campeonato Paulista Série A2 pareggiato per 0-0 contro il Taubaté; in seguito ha giocato in prestito con Ponte Preta e Botafogo, entrambe militanti in Série B. Il 7 aprile 2022 è stato acquistato a titolo definitivo dal Botafogo e tre giorni dopo ha debuttato nel Brasileirão giocando l'incontro perso per 1-3 contro il Corinthians.

## Statistiche

### Presenze e reti nei club
Statistiche aggiornate al 14 agosto 2023.
| Stagione        | Squadra         | Campionato      | Campionato | Campionato | Coppe nazionali | Coppe nazionali | Coppe nazionali | Coppe continentali | Coppe continentali | Coppe continentali | Altre coppe | Altre coppe | Altre coppe | Totale | Totale |
| Stagione        | Squadra         | Comp            | Pres       | Reti       | Comp            | Pres            | Reti            | Comp               | Pres               | Reti               | Comp        | Pres        | Reti        | Pres   | Reti   |
| --------------- | --------------- | --------------- | ---------- | ---------- | --------------- | --------------- | --------------- | ------------------ | ------------------ | ------------------ | ----------- | ----------- | ----------- | ------ | ------ |
| 2015            | Mirassol        |                 | -          | -          |                 | -               | -               |                    | -                  | -                  | CP          | 3           | 0           | 3      | 0      |
| 2016            | Mirassol        | A2/SP           | 2          | 0          |                 | -               | -               |                    | -                  | -                  | CP          | 16          | 0           | 18     | 0      |
| 2017            | Mirassol        | A1/SP           | 2          | 0          |                 | -               | -               |                    | -                  | -                  | CP          | 17          | 1           | 19     | 1      |
| 2018            | Mirassol        | A1/SP+D         | 8+6        | 1+0        |                 | -               | -               |                    | -                  | -                  | CP          | 1           | 0           | 15     | 1      |
| 2019            | Atibaia         | A2/SP           | 7          | 3          |                 | -               | -               |                    | -                  | -                  |             | -           | -           | 7      | 3      |
| 2020            | Mirassol        | A1/SP           | 10         | 0          |                 | -               | -               |                    | -                  | -                  |             | -           | -           | 10     | 0      |
| 2020            | Ponte Preta     | B               | 21         | 0          | CB              | 3               | 0               |                    | -                  | -                  |             | -           | -           | 24     | 0      |
| 2021            | Mirassol        | A1/SP           | 10         | 0          | CB              | 1               | 0               |                    | -                  | -                  |             | -           | -           | 11     | 0      |
| 2021            | Botafogo        | B               | 31         | 2          | CB              | -               | -               |                    | -                  | -                  |             | -           | -           | 31     | 2      |
| 2022            | Mirassol        | A1/SP           | 12         | 0          | CB              | 2               | 0               |                    | -                  | -                  |             | -           | -           | 14     | 0      |
| 2022            | Botafogo        | A               | 16         | 0          | CB              | 0               | 0               |                    | -                  | -                  |             | -           | -           | 16     | 0      |
| 2022-2023       | RWDM47          | 2L              | 23         | 4          | CB              | 1               | 0               |                    | -                  | -                  |             | -           | -           | 24     | 4      |
| 2023            | Goiás           | A               | 2          | 0          | CB              | 0               | 0               | CS                 | 2                  | 0                  |             | -           | -           | 4      | 0      |
| Totale carriera | Totale carriera | Totale carriera | 150        | 10         |                 | 7               | 0               |                    | 2                  | 0                  |             | 37          | 1           | 196    | 11     |

## Palmarès

### Club

#### Competizioni nazionali
- Campeonato Brasileiro Série D: 1

Mirassol: 2020
- Campeonato Brasileiro Série B: 1

Botafogo: 2021
- Tweede klasse: 1

RWDM47: 2022-2023